# Чемпионат Шотландии по снукеру среди профессионалов
Чемпионат Шотландии по снукеру среди профессионалов (англ. Scottish Professional Snooker Championship, иногда встречается упрощённое название Scottish Professional) — профессиональный нерейтинговый снукерный турнир, проводившийся в 1980-х годах в Шотландии. Этот турнир имел множество аналогов в остальных частях Великобритании и, как и другие соревнования этого типа, проводился только с участием местных игроков.

## История
До Второй мировой войны в Шотландии был только один профессиональный снукерист — Уолтер Дональдсон, который и побеждал на всех до- и послевоенных (40-х — 50-х годах) чемпионатах Шотландии. Затем, после ухода Дональдсона из игры, чемпионат перестал проводиться из-за отсутствия интереса к снукеру в стране.
Изменилась ситуация в 1979 году, когда местный игрок Эдди Синклэр стал профессионалом и начал играть в мэйн-туре. Вскоре появились и другие, более-менее сильные шотландские снукеристы, и в 1980 году стартовал новый турнир — чемпионат Шотландии среди профессионалов. В первом розыгрыше чемпионата победу одержал Синклэр. В 1981 году Берт Демарко, снукерист и популяризатор этой игры, взял турнир под свой контроль и изменил систему проведения — теперь в чемпионате, который начинался с нокаут-раунда, участвовали восемь игроков. Ещё через год у турнира появился первый спонсор — Tartan Bitter/Daily Record, но под его поддержкой чемпионат прошёл только один раз.
В 1985 году WPBSA взяла турнир под свой контроль и обеспечила призовые всем участникам чемпионата, а игры стали проводиться в собственном клубе Демарко в Эдинбурге. В 1986 году резко прекратилось доминирование на турнире Мёрдо Маклауда и Эдди Синклэра — на этот раз чемпионом стал 16-летний Стивен Хендри, который в том году только перешёл в профессионалы и, соответственно, впервые принимал участие в этом соревновании. Хендри выигрывал титул с 1986 по 1988 года, пока не сосредоточился на более важных турнирах и не перестал выступать на этом.
В 1989 году чемпионом стал Джон Ри, который, к тому же, стал автором первого максимального брейка на турнире. Тогда же, после окончания очередного Шотландского первенства, представители WPBSA объявили о прекращении поддержки всем турнирам подобного типа, и он перестал существовать. Интересно, что ещё в течение нескольких лет Шотландия оставалась без крупных снукерных соревнований, хотя к тому времени всё больше местных игроков становились лидерами игры. И хотя через некоторое время страна получила и свой рейтинговый турнир, вплоть до весны 2011 года национального первенства среди профессионалов в Шотландии не проводилось. Только в конце 2010 было объявлено о возобновлении этого турнира.

## Победители
| Год                                    | Победитель    | Финалист       | Счёт | Сезон   | Место проведения | Приз победителю |
| -------------------------------------- | ------------- | -------------- | ---- | ------- | ---------------- | --------------- |
| 1980                                   | Эдди Синклэр  | Крис Росс      | 11:6 | ?       | ?                | —               |
| 1981                                   | Иэн Блэк      | Мэтт Гибсон    | 11:7 | ?       | Кубернолд        | —               |
| 1982                                   | Эдди Синклэр  | Иэн Блэк       | 11:7 | ?       | Данфермлин       | £ 1000          |
| 1983                                   | Мёрдо Маклауд | Эдди Синклэр   | 11:9 | 1983/84 | Глазго           | £ 2000          |
| В 1984 году турнир не проводился       |               |                |      |         |                  |                 |
| 1985                                   | Мёрдо Маклауд | Эдди Синклэр   | 11:2 | 1984/85 | Эдинбург         | —               |
| 1986                                   | Стивен Хендри | Мэтт Гибсон    | 10:5 | 1985/86 | Эдинбург         | £ 4000          |
| 1987                                   | Стивен Хендри | Джим Доннелли  | 10:7 | 1986/87 | Глазго           | £ 4000          |
| 1988                                   | Стивен Хендри | Мёрдо Маклауд  | 10:4 | 1987/88 | Эдинбург         | £ 9000          |
| 1989                                   | Джон Ри       | Мёрдо Маклауд  | 9:7  | 1988/89 | Эдинбург         | £ 2000          |
| В 1990—2010 годах турнир не проводился |               |                |      |         |                  |                 |
| 2011                                   | Джон Хиггинс  | Энтони Макгилл | 6:1  | 2010/11 | Клайдбанк        | £ 3000          |